# Transaviabaltika
Transaviabaltika ist eine litauische Fluggesellschaft mit Sitz und Basis am Flughafen Kaunas.

## Flugziele
Transaviabaltika operiert mit LET L-410 Turbolet. Derzeit bietet die Fluggesellschaft PSO-Dienste (Public Service Obligation) zur Insel Hiiumaa in Estland an. Die Gesellschaft betreibt auch tägliche Passagierrouten Savonlinna – Helsinki – Savonlinna PSO sowie Passagiercharterflüge  auf der Route Helsinki – Tallinn –  Helsinki. Die Fluggesellschaft führte zuvor verschiedene Charterfrachtflüge in Europa für UPS, TNT und DHL durch.

## Flotte
Die Flotte besteht mit Stand Juli 2022 aus zwei Flugzeugen:
| Flugzeugtyp        | Anzahl | bestellt | Anmerkungen | Sitzplätze | Durchschnittsalter |
| ------------------ | ------ | -------- | ----------- | ---------- | ------------------ |
| LET L-410 Turbolet | 2      |          |             | 19         | 35 Jahre           |

Laut Webseite des Unternehmens:
- 1 BAe Jetstream Super 31
- 1 BAe Jetstream 32